# New Canaan (Connecticut)
New Canaan es un pueblo ubicado en el condado de Fairfield en el estado estadounidense de Connecticut. En el año 2005 tenía una población de 19.984 habitantes y una densidad poblacional de 349 personas por km².

## Geografía
New Canaan se encuentra ubicada en las coordenadas 41°08′48.48″N 73°29′41.64″O / 41.1468000, -73.4949000.

## Demografía
Según la Oficina del Censo en 2000 los ingresos medios por hogar en la localidad eran de $141,788, y los ingresos medios por familia eran $175,331. Los hombres tenían unos ingresos medios de $100,000 frente a los $53,924 para las mujeres. La renta per cápita para la localidad era de $82,049. Alrededor del 2.5% de la población estaban por debajo del umbral de pobreza.

## En el cine
La película La tormenta de hielo (1997) está ambientada en New Canaan.